# Стрибки у воду на літніх Олімпійських іграх 2020 — синхронна вишка, 10 метрів (жінки)
Змагання з синхронних стрибків у воду з десятиметрової вишки серед жінок на літніх Олімпійських іграх 2020 відбулися 27 липня в Токійському центрі водних видів спорту. Це була 6-та поява цієї дисципліни на Олімпійських іграх. Її проводили на всіх Олімпіадах починаючи з 2000 року.

## Формат змагань
Змагання складаються з одного раунду. Кожна пара виконує по п'ять стрибків
Стрибки мають належати до п'яти різних груп (forward, back, reverse, inward, and twisting). Першим двом стрибкам дають фіксовану оцінку складності 2,0, незалежно від їхніх типів. Наступні стрибки мають свій ступінь складності в залежності від різних характеристик. Згідно з методичним керівництвом FINA найскладніші стрибки мають оцінку 4,8, але учасники можуть спробувати і складніші стрибки. Колегія з одинадцяти суддів оцінює стрибки, 5 - синхронність і по 3 - індивідуальну оцінку кожної зі стрибунок. Для кожного стрибка кожен суддя дає оцінку від 0 до 10 балів, з кроком 0,5. Верхню і нижню оцінки за синхронність, а також верхню і нижню оцінки для кожної зі стрибунок, відкидають. Решта п'ять балів підсумовуються і множаться на ступінь складності і на коефіцієнт 3⁄5. Це і є оцінка стрибка. Підсумкова оцінка є сумою оцінок усіх шести стрибків.

## Розклад
Вказано Японський стандартний час (UTC+9)
| Дата          | Час   | Раунд |
| ------------- | ----- | ----- |
| 27 липня 2021 | 15:00 | Фінал |

## Результати
| Місце | Стрибунки                         | Країна                | Фінал     | Фінал     | Фінал     | Фінал     | Фінал     | Фінал  |
| Місце | Стрибунки                         | Країна                | Стрибок 1 | Стрибок 2 | Стрибок 3 | Стрибок 4 | Стрибок 5 | Очки   |
| ----- | --------------------------------- | --------------------- | --------- | --------- | --------- | --------- | --------- | ------ |
| 1     | Чень Юйсі Чжан Цзяці              | Китай (CHN)           | 53.40     | 57.60     | 81.90     | 86.40     | 84.48     | 363.78 |
| 2     | Ділейні Шнелл Джессіка Парратто   | США (USA)             | 45.00     | 46.80     | 70.20     | 70.08     | 78.72     | 310.80 |
| 3     | Габріела Агундес Алехандра Ороско | Мексика (MEX)         | 47.40     | 43.80     | 69.30     | 68.16     | 71.04     | 299.70 |
| 4     | Мейган Банфето Келі Маккей        | Канада (CAN)          | 49.20     | 51.60     | 71.04     | 51.48     | 75.84     | 299.16 |
| 5     | Тіна Пунцель Крістіна Вассен      | Німеччина (GER)       | 46.80     | 47.40     | 69.12     | 58.50     | 71.04     | 292.86 |
| 6     | Мацурі Арай Мінамі Ітахасі        | Японія (JPN)          | 46.20     | 48.00     | 64.68     | 71.10     | 61.44     | 291.42 |
| 7     | Іден Ченґ Луїс Тулсон             | Велика Британія (GBR) | 43.20     | 47.40     | 58.50     | 71.04     | 69.12     | 289.26 |
| 8     | Панделела Рінонг Льон Мунь Ї      | Малайзія (MAS)        | 50.40     | 49.80     | 54.90     | 64.32     | 58.56     | 277.98 |